# Listroderes
Listroderes är ett släkte av skalbaggar. Listroderes ingår i familjen vivlar.

## Dottertaxa tillListroderes, i alfabetisk ordning[1]
- Listroderes abditus
- Listroderes acutesquamosus
- Listroderes affinis
- Listroderes albescens
- Listroderes angulipennis
- Listroderes angusticeps
- Listroderes annulipes
- Listroderes antarcticus
- Listroderes apicalis
- Listroderes appendiculatus
- Listroderes araucanus
- Listroderes argentinensis
- Listroderes attenuatus
- Listroderes biangulatus
- Listroderes bicaudatus
- Listroderes bimaculatus
- Listroderes binodosus
- Listroderes boliviensis
- Listroderes bracteatus
- Listroderes brevirostris
- Listroderes brevisetis
- Listroderes bruchi
- Listroderes carinicollis
- Listroderes caudatus
- Listroderes caudiculatus
- Listroderes chalceatus
- Listroderes chilensis
- Listroderes cinerarius
- Listroderes cinerascens
- Listroderes comatus
- Listroderes compressiventris
- Listroderes confusus
- Listroderes corralensis
- Listroderes costirostris
- Listroderes costulatus
- Listroderes cupreosquamosus
- Listroderes curvipes
- Listroderes delaiguei
- Listroderes delumbis
- Listroderes dentipennis
- Listroderes desertorum
- Listroderes difficilis
- Listroderes dissimilis
- Listroderes distinguendus
- Listroderes divaricatus
- Listroderes dubius
- Listroderes elegans
- Listroderes ellipticus
- Listroderes erinaceus
- Listroderes exsculpticollis
- Listroderes falklandicus
- Listroderes fallax
- Listroderes fasciculiger
- Listroderes fascioliger
- Listroderes fragariae
- Listroderes frigidus
- Listroderes fulvicornis
- Listroderes fulvipes
- Listroderes fulvitarsis
- Listroderes germaini
- Listroderes gibber
- Listroderes gracilicornis
- Listroderes griseonotatus
- Listroderes griseus
- Listroderes hispidus
- Listroderes histrio
- Listroderes hoffmanni
- Listroderes horridus
- Listroderes humilis
- Listroderes hyadesi
- Listroderes hypocritus
- Listroderes immundus
- Listroderes inaequalipennis
- Listroderes inaequalis
- Listroderes inaequatus
- Listroderes incertus
- Listroderes inconspicuus
- Listroderes insquamea
- Listroderes insubidus
- Listroderes katerensis
- Listroderes lacunosus
- Listroderes laevigatus
- Listroderes laevirostris
- Listroderes latiusculus
- Listroderes lemniscatus
- Listroderes liliputanus
- Listroderes lineatulus
- Listroderes lugens
- Listroderes lugubris
- Listroderes magellanicus
- Listroderes medianus
- Listroderes montanus
- Listroderes murinus
- Listroderes mus
- Listroderes nigrinus
- Listroderes nodifer
- Listroderes nordenskioldi
- Listroderes novicus
- Listroderes obliquus
- Listroderes obscurus
- Listroderes oregonensis
- Listroderes ovatus
- Listroderes paranensis
- Listroderes parvulus
- Listroderes percostatus
- Listroderes philippii
- Listroderes pilosissimus
- Listroderes pilosus
- Listroderes planicollis
- Listroderes planipennis
- Listroderes porcellus
- Listroderes praemorsus
- Listroderes proximus
- Listroderes pubescens
- Listroderes punctatissimus
- Listroderes punctiventris
- Listroderes pusillus
- Listroderes quadrituberculatus
- Listroderes reticulatus
- Listroderes robustior
- Listroderes robustus
- Listroderes rugipennis
- Listroderes salebrosus
- Listroderes scabra
- Listroderes schythei
- Listroderes sobrinus
- Listroderes solutus
- Listroderes sordidus
- Listroderes sparsus
- Listroderes spoliatus
- Listroderes spurcus
- Listroderes squalidus
- Listroderes squamiger
- Listroderes squamirostris
- Listroderes sticticus
- Listroderes subaeneus
- Listroderes subcinctus
- Listroderes subcostatus
- Listroderes superbus
- Listroderes teretirostris
- Listroderes thermarum
- Listroderes trichophorus
- Listroderes tristis
- Listroderes trivialis
- Listroderes tuberculifer
- Listroderes ursinus
- Listroderes wagneri
- Listroderes varicosus
- Listroderes verrucosus
- Listroderes vicinus
- Listroderes victus
- Listroderes vittatus
- Listroderes wittei
- Listroderes vulgaris
- Listroderes vulsus